# Niżnij Baskunczak
Niżnij Baskunczak (ros. Нижний Баскунчак) – osiedle typu miejskiego w Rosji, w obwodzie astrachańskim, w rejonie achtubińskim. W 2010 liczyło 2789 mieszkańców. Miejscowość o mieszanym charakterze etnicznym, zamieszkana przez Kazachów i Rosjan.